# S-tog
Копенгагенський S-потяг (дан. S-tog) або S-поїзд — система міських та приміських поїздів агломерації Копенгагена. Поєднана міська та приміська залізниця обслуговує більшу частину міського району Копенгагена та є аналогом систем S-Bahn у Берліні, Відні та Гамбурзі. Потяги з'єднують центр Копенгагена з Гіллередом, Клампенборгом, Фредерікссундом, Фарумом, Хойє-Тострупом та Кеге. Протяжність двоколійної залізниці 170 км з 86 станціями S-поїзда, вісім з яких знаходяться в сусідніх містах за межами Копенгагена.
S-поїздом керує компанія DSB S-tog A/S, а коліями володіє Banedanmark. Залізничні перевезення обслуговуються S-поїздами «четвертого покоління», які складаються з 8-вагонних (клас SA, 104 локомотиви) та 4-вагонних (клас SE, 31 локомотив).
Система працює з долученням з окремими станціями копенгагенського метрополітену, зокрема, в центрі міста, Фредеріксберга та Амагера. Обидва складники громадського транспорту перевозять півмільйона пасажирів щодня, зокрема S-tog обслуговує понад 357 000 пасажирів на день.
S-tog доповнюється регіональними поїздами, місцевими дизельними поїздами в межах Копенгагена, розгалуженою мережею автобусів і двома лініями маршрутних човнів, які називаються портовими автобусами. Автобусні термінали міста часто примикають до станцій S-потягу або метро. Різні мережі використовують загальну систему тарифних зон і квитків.

## Історія
Приміська залізнична система Копенгагена S-Train у Данії використовує шість радіальних і дві сполучні залізничні лінії, побудовані наприкінці XIX — на початку XX століть для приміського транспорту до житлових районів навколо центру міста та з них.
S-лінія створили з метою електрифікації існуючої місцевої залізничної мережі навколо Копенгагена. Підготовка до рішення була здійснена Комісією з електрифікації 1926 року, дотримуючись кількох інших підходів до планів. У 1929 році Комісія представила доповідь, у якій запропонувала спочатку електрифікувати лінії короткого сполучення від Копенгагена до Клампенборга, а також, можливо, Фредеріксберг-Ванлезе-Геллеруп, а потім лінію до Голте, коли двоколійна лінія Холте-Гіллеред була прийнята в експлуатацію для звичайних поїздів. Після розгляду пропозиції DSB, ділянку до Вальбі було додано як перший етап електрифікації секції до Баллерупу, а в квітні 1930 року було подано та прийнято відповідний проєкт.
Перша ділянка була відкрита 3 квітня 1934 року і проходила від Клампенборга до Геллерупа та від Ванлезе до Фредеріксберга. Це була перша електрифікована залізниця в Данії.
Станції від початку були позначені літерою «S», подібно до станцій у берлінській системі поїздів S. Навколо походження назви «S-tog» («S-поїзд») точаться дебати, багато хто посилається на те, що назва системи походить від конкурсу в газеті Politiken. Колегія суддів навела довгий список можливих назв цієї залізниці «S» у S-tog, зокрема: «державні залізниці», «міська залізниця», «Великий Копенгаген», «сонце», «озеро», «ліс», «пляж», «сніг», «катання на лижах», «катання на ковзанах», «сани», усі вони починаються з данської літери «S». Ларсен і Поульсен, однак, заперечують, що ця основа для назви системи є міським міфом і що DSB вже визначив назву. Однак варіант цих назви свідчить, що початкова мета функціонування S-потягів визначалася на розважальних одноденних поїздках із міста до сільської місцевості.
Геллеруп — Гіллеред, Сванемеллен — Фарум були існуючими лініями, реорганізованими в нову мережу, як і лінія між Фредерікссундом та Вальбі. Ділянка Вальбі — Ванлезе відкрита в 1941 році, була продовжена до Баллерупа в 1949 році, а потім, нарешті, до Фредерікссунда в 1989 році. Залізнична лінія мала одну колію між Баллерупом і Вексе до 2000 року і між Вексе та Фредеріксундом до 2002 року.
Нові колії були встановлені вздовж існуючої лінії між Вальбе та Хойє-Тострупа, відкритої в 1953 році. Його було продовжено до Тааструпа в 1963 році, а потім у 1986 році до кінцевого пункту призначення в Хойє-Тоструп.
Абсолютно нова лінія: лінія Затока Кеге була побудована між Дуббослсбро та Кеге у чотири етапи: Дуббослсбро — Валленсбек відкрито в 1972 році; Валленсбек до Гандіга у 1976 році; від Гандіге до Сонячного Берега у 1979 році, а потім, нарешті, до Кеге у 1983 році.
Лінія Фредеріксберг — Ванлезе — Грендаль була закрита з появою копенгагенського метрополітену. Колишній маршрут Житловий масив Грондаль — Новий Еллеб'єрг було перетворено на ділянку S-лінії.
Спочатку для окремих маршрутів не використовувалися літери чи цифри, але з введенням літнього розкладу 14 травня 1950 року система перейшла на літери, що позначають маршрути.
З 1978 року системою S-train повністю керує одна людина.

## Мережа
Мережа складається з центральної частини в центрі Копенгагена, яка розбивається на три радіальні лінії на кожному кінці, досягаючи зовнішніх передмість і сусідніх міст. Радіальні секції з'єднані одна з одною через цю центральну секцію. Система розроблена таким чином, що поїзд з будь-якого південного радіала може продовжити рух по будь-якому з трьох північних і навпаки. У центрі міста потяги курсують під землею у двох ділянках тунелю, які також обслуговуються регіональними поїздами. В інших місцях залізничні колії знаходяться на відкритому повітрі, іноді вище або нижче рівня вулиці.
Три північні радіали:
- Фарумбанен (раніше Гаресковбанен) (лінія Фарум) до Фарум (лінії B та Bx).
- Нордбанен (північна лінія) до Голте та Гіллерод (лінії A та E).
- Лінія Клампенборг до Клампенборга (лінія C)

Три південні радіали:
- Лінія Затоки Кеге до Хундіге, Сольред та Кеге (лінії A та E).
- Вестбанен (західна лінія) до Хойє-Тоструп (лінії B і Bx)
- Лінія Фредеріксунд до Баллерупа та Фредерикссунна (лінії C & H)

Шість радіалів для додатково з'єднання
- Рінгбанен (кільцева або лінія F), що проходить між Геллерупом на півночі та Ню-Еллеб'єргом на півдні. Кільцева лінія з'єднана з Нордбанен (північна лінія) і лінією Клампенборг до Геллерапа, але зазвичай вона використовується лише для з'єднання з лінією Клампенборг. Кільцева лінія має підвищену частину, включаючи станцію Норребро, звідки відкривається вид на деякі з найбільш густонаселених районів міста, Норребро та Нордвест (дослівно — Північний захід). Перехрестя Фарумбане з іншими лініями в Рипаркен та Сванемеллен — це коротка підвищена ділянка та короткий тунель, що прямує на північ, відповідно.

Середня відстань між станціями становить 2,0 км, вона коротша в центрі міста та внутрішніх районах, а довша в наприкінці ліній, які обслуговують передмістя.

## Лінії
З грудня 2020 року в мережі працює сім ліній. A, B, C та F — працюють цілий тиждень, а E і H тальки з понеділка по п'ятницю, тоді як Bx — це лінія підтримки, яка працює лише в годину пік.
Усі станції відкриті щонайменше за 10 хвилин до закінчення руху поїздів увечері. Відправлення поїздів відбуваються приблизно кожні дві хвилини на станціях центрального маршруту міста, оскільки всі лінії, крім кільцевої лінії F, використовують той самий шлях. На більшості приміських ліній потяги відправляються кожні п'ять хвилин. У неділю ці проміжки часу подовжуються вдвічі.
| Лінія | Маршрут                                                                        | Частота (хв) | Коментарі                 |
| ----- | ------------------------------------------------------------------------------ | ------------ | ------------------------- |
| А     | (Solrød Strand, дослівно — Сонячний Берег) — Гандінг — Копенгаген Н — Гіллерод | 10           |                           |
| Б     | Хойє-Тоструп — Копенгаген H — Фарум                                            | 10           |                           |
| Bx    | Хойє-Тоструп — Копенгаген H — Буддінге                                         | (20)         | Тільки в годину пік       |
| C     | Фредерікссунн — Копенгаген Х — Клампенборг                                     | 10           |                           |
| E     | Кеге — Копенгаген Х — Холте                                                    | 10           | Тільки понеділок-п'ятниця |
| Ф     | Нью-Еллеб'єрг — Флінтхольм — Геллеруп                                          | 5            |                           |
| Х     | Баллеруп — Копенгаген Н — Остерпорт                                            | 20           | Тільки понеділок-п'ятниця |

Спочатку для окремих ліній не використовувалися літери чи цифри, але розклади від 14 травня 1950 року для ліній Клампенборг, Голте та Фредеріксберг були позначені як секції 1a, 1b та 1c. Ці лінії стали A, B і F відповідно, тоді як одночасно була створена нова лінія C.
У 1963 році на лініях у годину пік було введено підпорядкований x (за доплату), першою була лінія Bx. З 1979 по 1989 рік деякі лінії, які використовувалися лише вдень у будні дні, характеризувалися подвоєнням літер рядка, Bb та Cc. З 1989 по 1993 рік вони отримали звичайні рядкові літери. Потім вони перейшли на систему з підпорядкованими «+», A +, B + і H +. Від цієї системи відмовилися у 2007 році із запровадженням 10-хвилинної роботи на ключових денних лініях.

## Станції
З 86 станцій S-tog Копенгагена 32 розташовані в центральних зонах 1-го та 2-го тарифів. Ще 35 станцій розташовані в межах міського району Копенгагена. Таким чином, лише 17 станцій можна вважати розташованими у передмісті.
Сорок шість станцій розташовані на підвищенні, двадцять одна — на рівні вулиці, п'ятнадцять — під землею, 4 — на різних рівнях і одна — лише під землею. У центрі міста (зони 1 та 2) станції розташовані або вище, або нижче рівня вулиці.
Більшість станцій складається з двох колій, кожна з яких має власну бічну платформу або верхню платформу між ними. Однак на терміналах і хабах може бути кілька колій і платформ залежно від місцевих умов. Старі станції часто проєктували із будівлею станції, де раніше продавали квитки, але після того, як у 1970-х роках поступово перейшли до станцій без обслуговування людьми з квитковими автоматами, конструкція нових станцій, як правило, стала простішою. На деяких станціях досі існують кіоски з можливістю придбання квитків, але в ряді випадків старі пункти продажу квитків перепрофільовані, або ці будівлі знесені.
На більшості кінцевих станцій доступні інші типи потягів для поїздок до віддалених міст у столичній зоні (L-tog, дизельні місцеві потяги) або до решти Зеландії та інших островів між Великим Бельтом та Ересунном (regionaltog, регіональні поїзди). Потяги через Ересунн до Сконе та головного міста цього лансдкапу Мальме, з'єднуються з мережею S-train у центрі міста.

## Сервіси
У системі S-train був наданий безкоштовний Wi-Fi доступ до Інтернету. Його було закрито 1 січня 2020 року через непопулярність цього сервісу.

## Продаж квитків
S-tog разом із автобусами, регіональними поїздами та копенгагенським метро використовує Rejsekort, електронну систему продажу квитків у Данії. Пасажири також можуть придбати паперові квитки на одну поїздку в автоматах з продажу квитків готівкою або кредитними картками чи в кіосках 7-Eleven на залізничних станціях і станціях метро або за допомогою програми «DOT Tickets» для iOS або Android. Місто поділено на зони подорожі, і ціна поїздки залежить від того, скільки поїздок пройдено (мінімум 2 зони). Ціна однакова незалежно від того, їдете ви автобусом, потягом чи S-Train, і 20 % знижка застосовується під час подорожі поза часом пік, якщо ви використовуєте Rejsekort.
У системі приймаються як City Pass, так і Copenhagen Card, призначені для туристів.

## Перспективи розвитку
Заплановано будівництво нової станції: Favrholm (будівництво розпочато у 2022 році, неподалік Гіллереда)
Оскільки між Дуббослбро та Svanemøllen (дослівно — Лебединий млин) зараз курсують 30 поїздів щогодини в кожному напрямку, обговорювалося будівництво нового тунелю, який би пролягав з півночі на південь у густонаселених районах.
Пропозиції щодо продовження Західної лінії (Вестбанен) від Хойє-Тоструп до Роскілле вздовж існуючих колій обговорювалися кілька разів і станом на 2019 рік перебували на стадії розгляду доцільності цього проєкту.
Подовження від Клампенборга до Генльсінгера (перетворення залізниці Кістбейн на стандарт S-train) виявилося б складнішим проєктом, але актуальним. Основною проблемою є відсутність додаткової пропускної здатності в центральному тунелі.
Було запропоновано підключити аеропорт Копенгагена, Каструп, до цієї мережі, хоча його вже обслуговують як регіональні поїзди, так і копенгагенське метро.
Управління транспорту Данії (Trafikstyrelsen) запропонувало перетворити F-лінію мережі S-поїздів на стандарт метро як лінію M5. Єдиною поточною розв'язкою між лінією F та мережею метро є дві станції Флінтхольм та Норребро.
Планується, що у 2024/2026 роках лінія F працюватиме без водіїв і працюватиме цілодобово.

## Технічний огляд
S-поїзди курсують коліями стандартної європейської ширини (1435 мм) та живляться через контактну мережу. Напруга становить 1500 або 1650 вольт постійного струму, що вказує на те, що вона коливається в залежності від навантаження та відстані від фідерної станції. Електропостачання здійснюється з національної мережі через 38 фідерних станцій. Вони мають розташовуватися відносно близько одна від одної, тому що високі електричні струми в повітряних проводах (спричинені відносно низькою напругою) призведуть до неприйнятно великих втрат при передачі в іншому випадку.
З 1975 до 2022 року основною системою контролю була власна система сигналізації кабіни з фіксованим блоком під назвою НКТ, який передавав дані до поїздів через низькочастотні індукційні петлі між рейками. Зміна комбінації частот дозволяла передати до 15 різних інструкцій або команд – наприклад зупинки та дозволені швидкості. Використання дозволеного швидкісного кодування забезпечувало повний контроль швидкості поїзда; коли поїзд, що рухається під керуванням HKT, увійшов у блок із нижчою цільовою швидкістю, ніж поточна швидкість поїзда, він ініціював робоче гальмування, аж до потрібної швидкості. Це, у поєднанні з тим фактом, що весь склад S-потягів мав подібні характеристики гальмування, дозволило припустити скорочення гальмівного шляху та використання фіксованих блоків, значно коротших, ніж на залізницях із традиційною системою попередження.
Лінійні сигнали дозволялися для використання, коли система HKT не працювала або коли необладнаний поїзд мав рухатися по лінії, але пропускна здатність лінії була значно зменшена, оскільки ці сигнали захищали лише блоки повної довжини та повинні були розміщуватися відповідно до консервативних припущення щодо протяжності гальмівного шляху.
У 2011 році інфраструктурний оператор Banedanmark уклав контракт з Siemens Mobility на заміну HKT новою системою керування поїздами на основі зв'язку Trainguard MT (CBTC) на тій підставі, що термін експлуатації установки HTK добігає кінця та стає дедалі ненадійнішою. У системі CBTC використовується принцип рухомого блоку, за допомогою якого центральний контролер безперервно відстежує точне місцезнаходження та швидкість кожного поїзда на лінії та відповідно коригує інструкції, що видаються машиністам. У мережі S-потягів це дозволило скоротити мінімальний відрив між послідовними поїздами («прохід») зі 120 секунд до лише 90.
Гіллерод–Єгерсборг стала першою секцією, яку було переобладнано, оскільки її установка F-HKT («спрощена» HKT) мала найстаріше обладнання та не забезпечувала такий самий рівень захисту поїздів, як інші частини системи. Нова система CBTC почала працювати на цій ділянці 29 лютого 2016 року. Подальші заміни системою контролю тривали до 2022 року, коли наприкінці вересня останні три маршрути (Вальбі–Фредеріксунд, Валбі–Хойє Тааструп та Сюдгавн–Кьоге) були переведені на роботу CBTC.

## Рухомий склад
S-поїзд включає чотири види рухомого складу. Наразі курсують лише поїзди четвертого покоління після виходу з експлуатації поїздів другого та третього поколінь у 2007 та 2006 роках, відповідно.

### Перше покоління (1934—1978)

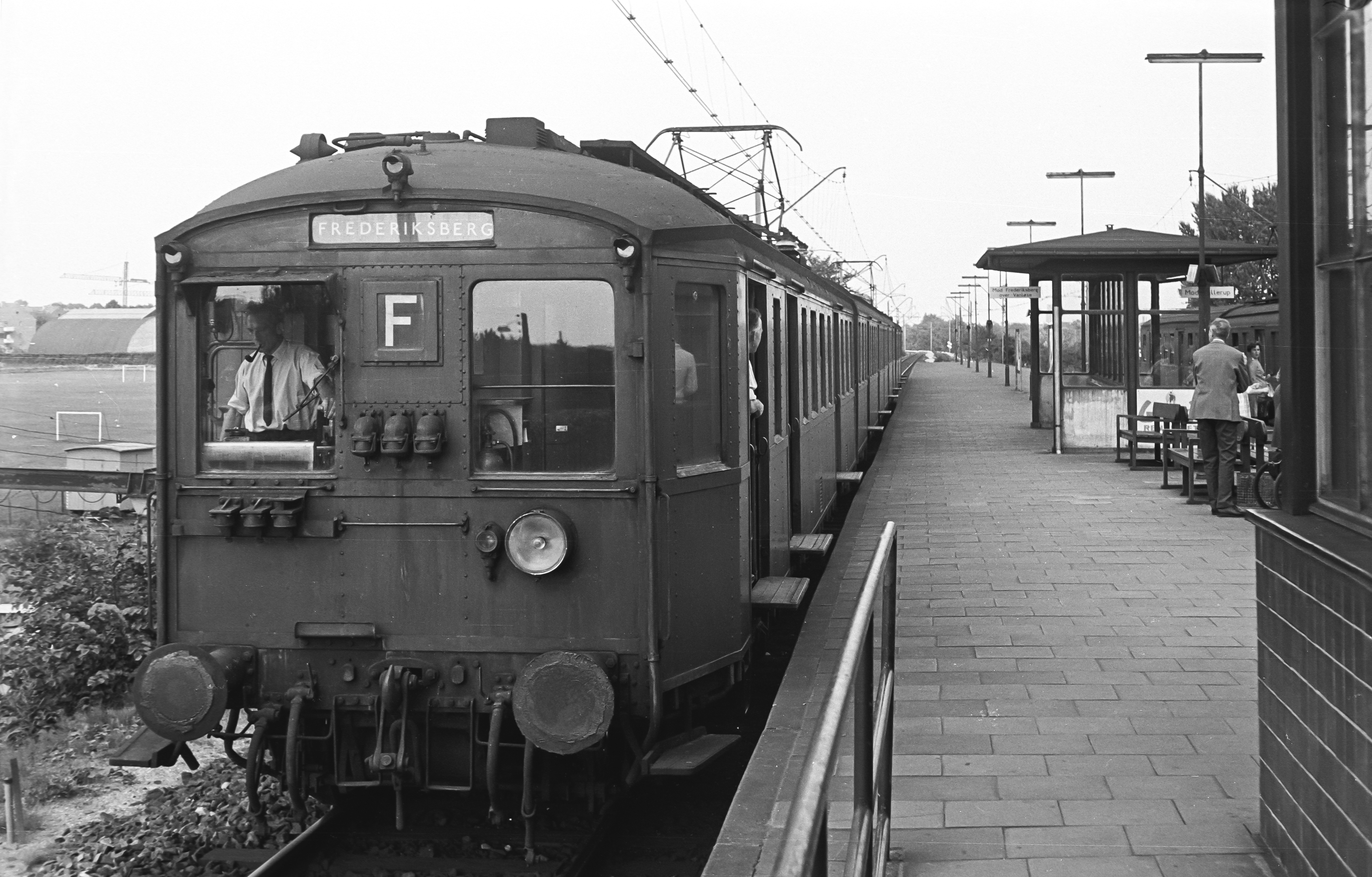
S-поїзд 1-го покоління, серпень 1969 року.

Перше покоління (DSB класу MM-FM-MM) було введено в 1934 році під час відкриття мережі та складалося з трьох вагонів на поїзд (2 моторні вагони та 1 причіпний вагон), виготовлених з 1934 по 1962 рік. Frichs A/S постачала електричні компоненти, тоді як Scandia (тепер Bombardier Transportation Denmark) постачала кузови поїздів та неелектричні компоненти. Їх зняли з експлуатації в 1978 році, а один використовувався як поїзд спадщини до 2003 року, коли DSB вирішив припинити його використання. Це рухомий склад S-потягів, який найдовше експлуатувався в історії — безперервно протягом 44 років.

### Друге покоління (1967—2007)

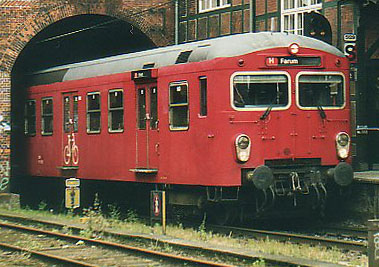
S-поїзд 2-го покоління, серпень 2001 року.

Друге покоління (DSB класу MM-FU-MU-FS) виготовлялося з 1967 по 1978 роки Frichs A/S (поїзди) та Scandia (вагони). Було введено фірмовий червоний колір, який мав характеризувати наступні покоління рухомого складу.
Існувало три різні варіанти поїзда: перший (2-вагонний), що включав вагон із сидячими місцями першого класу (можна було переобладнати на другий клас) і вагон другого класу; другий (2-вагонний), мав місця лише другого класу; і третій (4-вагонний) — поїзд з кабіною водія, вагоном, моторним причепом і рушійним вагоном без двигуна.
Поїзди та вагони другого покоління використовувалися до 7 січня 2007 року. Усі вони були списані на металобрухт, за винятком кількох, призначених для використання в музеї. 3 лютого 2007 року відбулася офіційна церемонія останньої поїздки. DJK (Данький залізничний клуб), який зараз є власником поїзда, планує відреставрувати один поїзд, щоб він згодом міг повертатися на колії в особливих випадках, наприклад на ювілеях.

### Третє покоління (1986—2006)

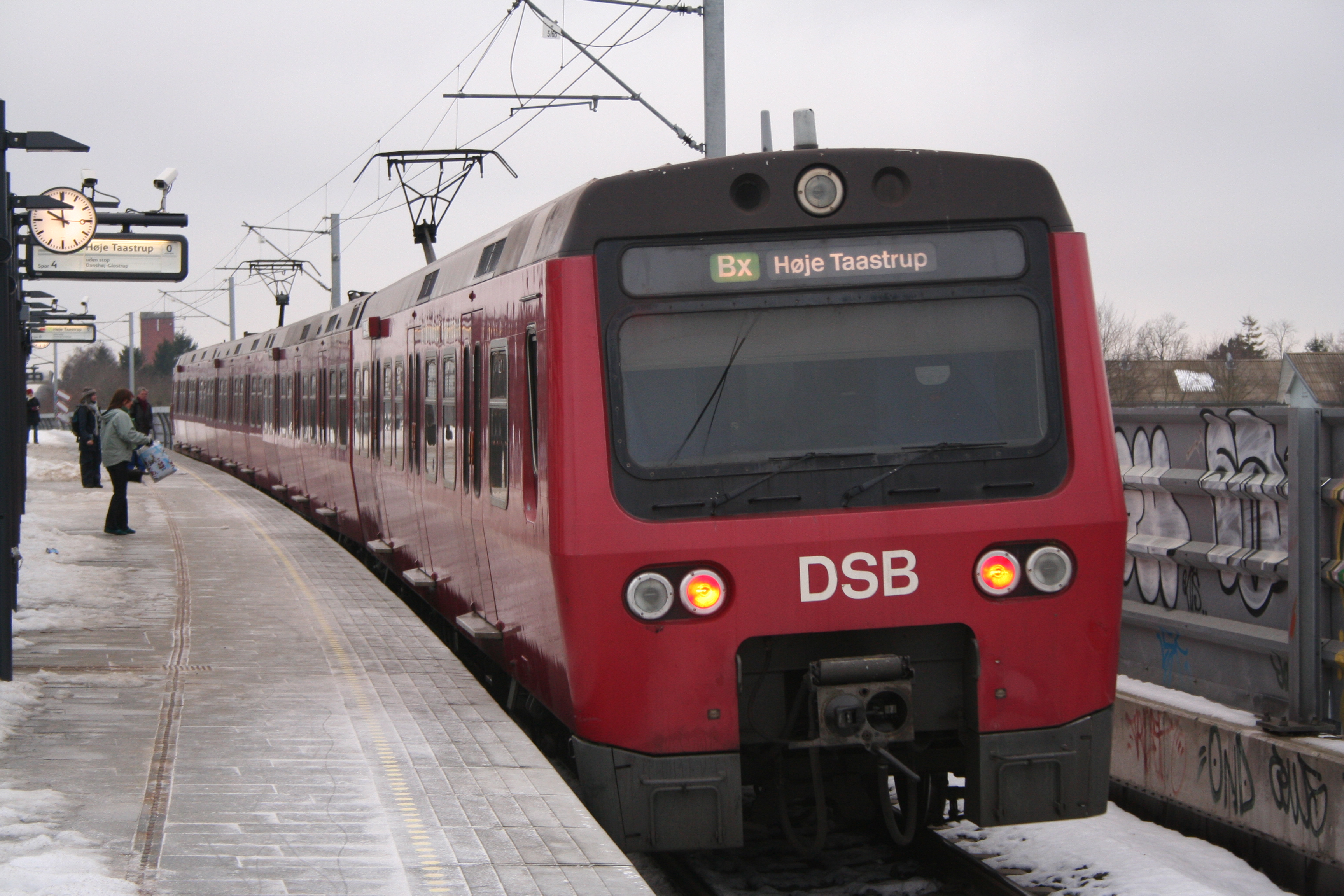
S-поїзд 3-го покоління, 2006 рік.

Третє покоління (DSB класу FC-MC-MC-FC) будувалося шведською промисловою фірмою ASEA з 1979 по 1986 рік. Незважаючи на значно покращений рівень комфорту для пасажирів у порівнянні з двома попередніми поколіннями рухомого складу, він зазнав набагато більшого відсотка механічних поломок порівняно з його попередниками. Було побудовано дванадцять потягів із 4 вагонів (загалом 48 вагонів) та ще 32 потяги з 4 вагонами, шо не використовувалися. Уперше поїзди та вагони третього покоління вийшли на колії у 1986 році на Вестбане та Нордбане (сполучення B) між Голте та Хойє-Тоструп. Це був перший рухомий склад S-поїзда з електронним керуванням чоппером. У 1995 році 4 потяги (16 вагонів) були списані на металобрухт, а решта 8 потягів (32 вагони) були відремонтовані та перенаправлені на Рігшбанен (кільцева лінія F), де вони залишалися в експлуатації до інциденту, коли дитина опинилася затиснута між дверима. Цей інцидент примусив достроково зняти вагони цього покоління з експлуатації в червні 2006 року. Коли спроби продати їх зазнали невдачі, 23 серпня 2007 року їх перевезли в гавань Гольбека, щоб порізати на металобрухт.

### Четверте покоління (з 1996 року)

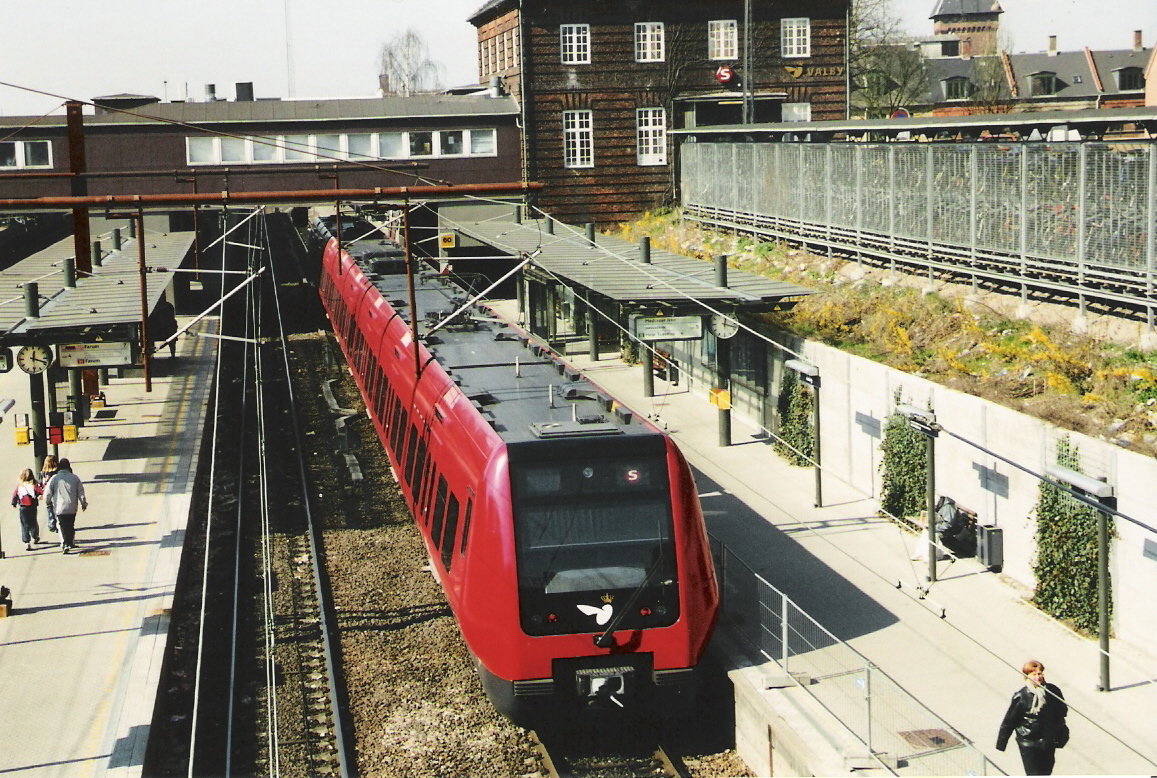
Станція Вальбю з 8-вагонним S-поїздом 4-го покоління, квітень 2002 року.

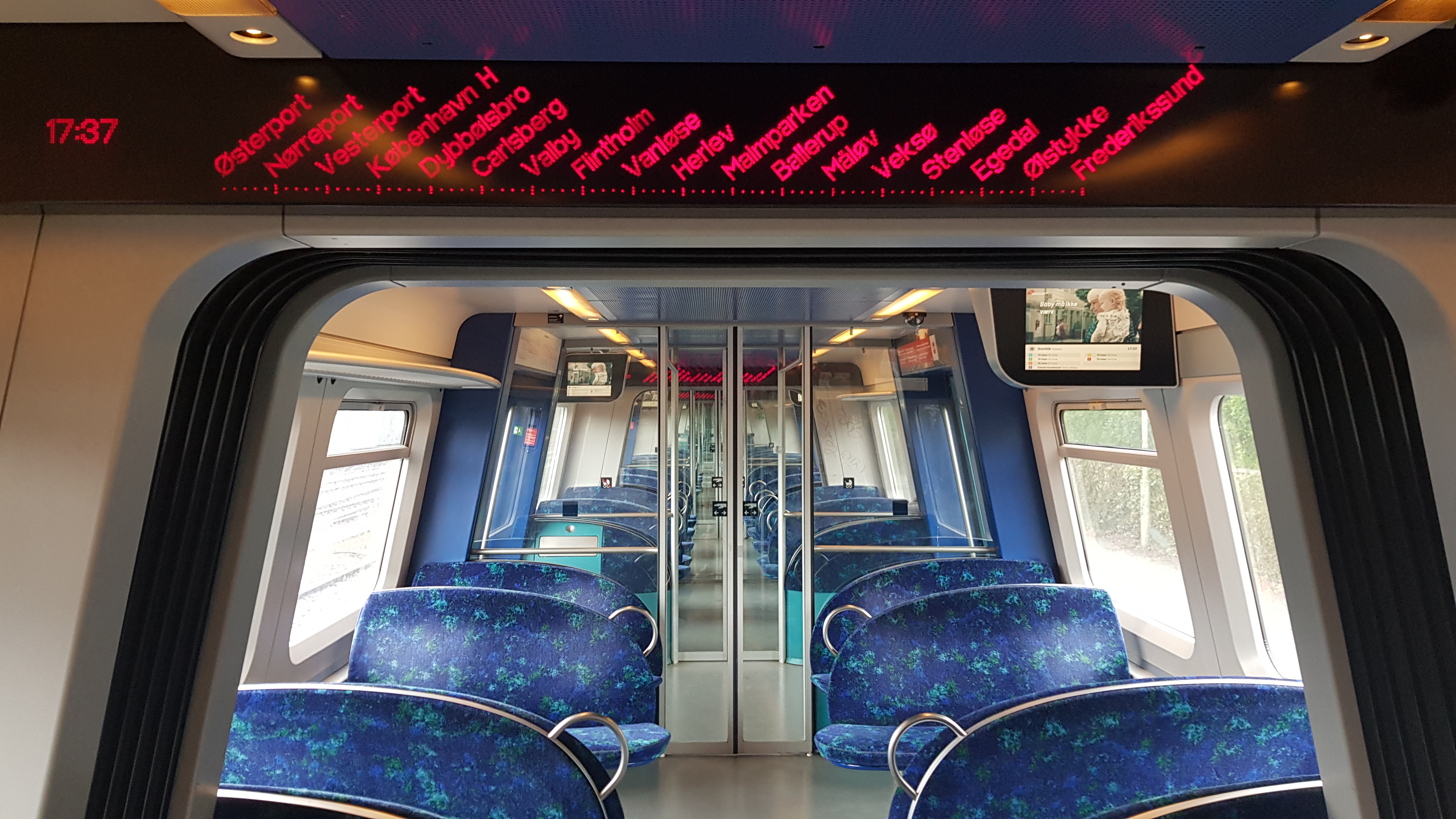
Інтер'єр S-поїзда четвертого покоління (лінія H до Фредеріксунда)

Четверте покоління, використовується з 1996 року та відрізняються більш огряднішим зовнішнім виглядом завдяки вигнутим бокам.
Використовуються два варіанти поїздів: із восьми вагонів (утворюється з транспортних засобів SA-SB-SC-SD-SD-SC-SB-SA) та з чотирьох вагонів (утворено SE-SF-SG-SH)
Використовуються суцільнометалеві та зчленовані кузови вагонного компонування, виготовлені компаніями Alstom — LHB та Siemens, зі збірними алюмінієвими даховими панелями, створені зварювання тертям з перемішуванням, виготовлені компанією Marine Aluminium від Sapa extrusions та поставлялися з 1996 по 2007 рік. Вагони коротші за звичайні залізничні вагони; кожен має одну вісь під одним кінцем, інший кінець підтримується сусіднім вагоном. Кінцеві вагони мають по дві осі. Кожен вагон обладнано автозчепленням Шарфенберга; у години пік більшість поїздів складається з двох зчеплених одиниць, що дає загальну довжину поїзда 168 метрів. Вагони також обладнані відеоспостереження для забезпечення безпеки пасажирів і персоналу та запобігання актам вандалізму. Ці поїзди запровадили кондиціонування повітря в салоні та рекуперативне гальмування в мережі, підвищивши енергоефективність. Нині курсує 105 8-вагонних поїздів (загалом 840 вагонів).
Аварія з 8-вагонним потягом четвертого покоління в 2002 році спричинила його списання, що призвело до необхідності будівництва 4-вагонних вагонних складів для усунення дефіциту поїздів. Ці агрегати з 4 поїздами (DSB класу SE-SH, також відомі як Litra SE) можуть працювати самостійно в інтервалах із низьким трафіком. Зараз мережа S-потягів обслуговує 31 чотирьохвагонний поїзд (загалом 124 вагони).
Максимальна швидкість поїздів четвертого покоління становить 120 км/год (75 миля/год), хоча на багатьох ділянках мережі їх швидкість обмежена 90 км/год (55 миля/год) або 100 км/год (60 миля/год) через спрацювання системи безпеки, а на Рінгбане вони рухаються зі швидкістю 80 км/год (50 миля/год).